# Idiopsar
Az Idiopsar a madarak osztályának verébalakúak (Passeriformes) rendjébe és a tangarafélék (Thraupidae) családjába tartozó nem. Egyes szervezetek a Diuca nembe sorolják ezek a fajokat.

## Rendszerezésük
A nemet John Cassin amerikai ornitológus írta le 1867-ben, az alábbi fajok tartoznak ide:
- Idiopsar speculifer[1] vagy Diuca speculifera[2]
- Idiopsar brachyurus[1] vagy Diuca brachyura[2]
- Idiopsar erythronotus[1] vagy Diuca erythronota[2]
- Idiopsar dorsalis[1] vagy Diuca dorsalis[2]

## Előfordulásuk
Dél-Amerikában, az Andokban, Argentína, Bolívia, Chile és Peru területén honosak. Természetes élőhelyeik a szubtrópusi és trópusi gyepek, sziklás környezetben. Állandó, nem vonuló fajok.

## Megjelenésük
Testhosszuk 15-19 centiméter körüli.